# Kenny Acheson
Pour les articles homonymes, voir Acheson.
Pas d'image ? Cliquez ici
Kenneth Acheson dit Kenny Acheson, né le 27 novembre 1957 à Cookstown (comté de Tyrone), est un ancien pilote automobile britannique de Formule 1.

## Biographie
Kenny Acheson débute à 21 ans en Formule Ford britannique, où il collectionne les victoires. Il passe en Formule 3 l'année suivante, et termine 6e du championnat, avant d'obtenir le titre de vice-champion avec pas moins de 5 victoires à son actif la saison suivante.
Il fait ses débuts en Formule 1 en 1983 au sein de l'écurie RAM-March lors des qualifications du GP de Grande-Bretagne, mais il ne parvient pas à se qualifier.
Après six tentatives infructueuses, il se qualifie enfin lors du dernier Grand Prix de la saison en Afrique du Sud qu'il termine à la 12e place.
N'ayant pu obtenir un volant pour la saison 1984, il est absent du paddock, mais il revient à l'été 1985 au sein de l'écurie RAM en remplacement de Manfred Winkelhock. Disputant les qualifications de trois Grands Prix, il échoue aux Pays-Bas mais se qualifie en Autriche et en Italie, où il ne peut néanmoins terminer la course.
Par la suite, Kenny Acheson fera une belle carrière en sport-prototype d'endurance avec notamment trois podiums en quatre ans aux 24 Heures du Mans, à chaque fois pour un constructeur officiel. 2e en 1989 sur Mercedes, il doit abandonner dans le tour de formation en 1990 sur sa Nissan. Puis il finit 3e sur Jaguar en 1991 et à nouveau 2e en 1992 sur Toyota.

## Résultats en championnat du monde de Formule 1
| Saison | Écurie                      | Châssis | Moteur                | Pneus   | GP disputés | Podiums | Points inscrits | Classement |
| ------ | --------------------------- | ------- | --------------------- | ------- | ----------- | ------- | --------------- | ---------- |
| 1983   | RAM Automotive Team March   | 01      | Ford V8               | Pirelli | 1           | 0       | 0               | n.c.       |
| 1985   | Skoal Bandit Formula 1 Team | 03      | Hart 4 en ligne turbo | Pirelli | 2           | 0       | 0               | n.c.       |